# 千秋實

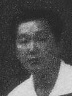
1956

千秋實（日语：千秋実，1917年4月28日—1999年11月1日）是日本演員。他的真名是佐佐木勝治（日语：佐々木勝治）。出生於北海道。中央大學校友。勳四等瑞寶章獲得者。

## 外部連結
- 千秋實 （页面存档备份，存于） - NHK人物録